# Aron Gunnarsson
Aron Einar Malmquist Gunnarsson (* 22. April 1989 in Akureyri) ist ein isländischer Fußballspieler.

## Karriere

### Verein
Aron Gunnarsson wechselte 2006 von Þór Akureyri zur U-19 des AZ Alkmaar. Nachdem er zunächst für die 2. Mannschaft gespielt hatte, schaffte er den Sprung in die 1. Mannschaft von AZ. Allerdings kam er nur auf ein Spiel in der Eredivisie, der höchsten Liga der Niederlande. Bei der 2:5-Niederlage am 10. Februar 2008 beim NEC Nijmegen kam er zu seinem Debüt. Er kam in der 76. Spielminute für David Mendes da Silva in die Partie.
Im Sommer 2008 wechselte Aron nach England zu Coventry City. Er spielte bis 2011 in der 2. Liga der Football League Championship. Nach 3 Spielzeiten im Jahr 2011 wechselte er innerhalb der Liga zum walisischen Club Cardiff City. Er stieg mit Cardiff als Meister in der Spielzeit 2012/2013 in die Premier League auf.
Sein Debüt in der höchsten englischen Spielklasse gab er am 17. August 2013, dem 1. Spieltag. Bei der 0:2-Niederlage gegen West Ham United spielte er über 90 Minuten. Nach nur einer Spielzeit ging es zurück in die 2. Liga.
Nach Ablauf der Saison 2018/19 wechselte er nach Katar zu Al-Arabi. In fünf Spielzeiten bestritt er für den Erstligisten 79 Ligaspiele. Hierbei erzielte er sechs Treffer. Im August 2024 kehrte er in seine Heimat Island zurück. Hier schloss er sich für fünf Wochen dem Zweitligisten Þór Akureyri aus Akureyri an. Nach sechs Ligaspielen ging er Ende September 2024 wieder nach Katar, wo er einen Vertrag beim Erstligisten al-Gharafa Sports Club unterschrieb. 

### Nationalmannschaft
Aron Gunnarsson nahm mit der U-21 an der U-21-Europameisterschaft 2011 in Dänemark teil. Er absolvierte zwei von drei Gruppenspielen. Island schied in der Vorrunde aus. Er selbst sah in der ersten Partie gegen Belarus wegen einer Notbremse die rote Karte und konnte erst beim dritten und letzten Gruppenspiel auf den Platz zurückkehren.
Sein Debüt für die A-Nationalmannschaft gab er am 2. Februar 2008. Bei der 0:2-Niederlage gegen Belarus spielte er bis zur 82. Minute und wurde im Anschluss für Davíd Thór Vidarsson ausgewechselt.
Bei der Europameisterschaft 2016 in Frankreich führte er als Kapitän das Team durch die Vorrunde sowie das Achtelfinale gegen England ins Viertelfinale des Wettbewerbs, wo Island der französischen Elf mit 2:5 unterlag.
Zudem stand er im isländischen Kader für die Weltmeisterschaft 2018 in Russland, bei der Island zum ersten Mal an einer Weltmeisterschaftsendrunde teilnehmen konnte. Island schied nach einem Unentschieden gegen Argentinien und Niederlagen gegen Nigeria und Kroatien als Letzter der Gruppe D noch in der Vorrunde aus; Aron stand in allen drei Partien als Kapitän auf dem Platz.

## Sonstiges
Aron Gunnarsson gilt als Einwurfspezialist.
Sein älterer Bruder Arnór Þór Gunnarsson spielte professionell Handball beim deutschen Bundesligisten Bergischer HC und war  isländischer Nationalspieler und ist mittlerweile als Handballtrainer tätig. Aron selbst war ebenfalls ein sehr talentierter Handballspieler.